# Khumba – Das Zebra ohne Streifen
Khumba – Das Zebra ohne Streifen ist ein südafrikanischer 3D-Animationsfilm aus dem Jahr 2013.

## Inhalt
In einer Herde Kapbergzebras, die friedlich in der Karoo in einem selbstgebauten Refugium, abgeschirmt vor Raubtieren durch einen Dorngestrüppwall lebt, kommt eines Tages, während einer schlimmen Dürrezeit ein Zebra ohne seine typischen Streifen am Hinterteil zur Welt. Von den anderen Tieren seiner Herde wird es verspottet. Seine Mutter erzählt Khumba von einem magischen Wasserloch, wo die Zebras ihre Streifen bekommen. Als seine Mutter kurze Zeit später stirbt macht er sich auf die Suche nach diesem Ort, dabei trifft er auf den Afrikanischen Wildhund Skorg,Bradly den Strauß, das Gnu Mama V, die ihn auf seiner Suche begleiten. Fango, der Leopard, erfährt davon und will ihn töten. Als sein Vater davon erfährt, dass sich sein Sohn auf die gefährliche Reise gemacht hat, macht er sich auf die Suche nach ihm um ihn nicht auch noch zu verlieren. Unterwegs trifft er noch weitere Tiere, wie Klippschliefer, Spießböcke, Erdmännchen, Ducker, Steppenschuppentiere und einen durchgedrehten Kaphasen. Nachdem sie der Gefangennahme durch Ranger der Nationalparkverwaltung entkommen sind erreichen sie die Wüste. Dort treffen sie auf eine Horde Klippschliefer und treffen anschließend auf den „weißen“ schwarzen Adler. Seine gesamte Herde hat sich inzwischen auf die Suche nach ihm gemacht und sie treffen ihn am Wasserloch an, wo er vor aller Augen Fango besiegt. Anschließend nehmen sie Khumba in ihre Herde auf.

## Produktion
An der Produktion war die Firma Triggerfish Animation Studio beteiligt.

## Synchronisation
| Rolle (Tierart)                        | Sprecher (engl.)   | Synchronsprecher  |
| -------------------------------------- | ------------------ | ----------------- |
| Khumba männl. (Kap-Bergzebra)          | Jake T. Austin     | Sebastian Fitzner |
| Seko (Kap-Bergzebra), Vater von Khumba | Laurence Fishburne | Uwe Büschken      |
| Conny weibl. (Kap-Bergzebra)           |                    |                   |
| Mama V (Gnu)                           | Loretta Devine     | Daniela Hoffmann  |
| Bradley (Südafrikanischer Strauß)      | Richard E. Grant   |                   |
| Phango (Leopard)                       | Liam Neeson        |                   |
| Skorg (Afrikanischer Wildhund)         | Charlie Adler      |                   |

## Veröffentlichung
Am 25. Oktober 2013 wurde der Film erstmals in den Kinos der Republik Südafrika ausgestrahlt. Auf DVD wurde er am 23. Oktober 2014 auf Deutsch veröffentlicht.

## Kritik
Das Lexikon des internationalen Films findet, dass die „unverkrampft transportierte Botschaft, dass Äußerlichkeiten nicht den Wert eines Individuums ausmachen“ den Film „sympathisch“ macht, und empfiehlt ihn ab acht Jahren.